# Solange (personaggio televisivo)
Solange, pseudonimo di Paolo Bucinelli (Collesalvetti, 25 aprile 1952 – Collesalvetti, 7 gennaio 2021), è stato un personaggio televisivo italiano.

## Biografia

### Origini e genesi del personaggio
Paolo Bucinelli nasce a Collesalvetti, in provincia di Livorno, e il suo nome d’arte Solange nasce da una pura invenzione dell’autore. Inizia la sua carriera negli anni ottanta come sensitivo e, sempre in questo decennio, incide alcuni 45 giri come cantante, tra i quali Ma che bandiera è questa qua e Palline colorate. 

### L'attività nel mondo dello spettacolo
Il personaggio Solange si fece conoscere soprattutto per gli accesi dibattiti e polemiche che scatenava negli studi televisivi e ai grandi eventi mondani dove era invitato come ospite, sensitivo e opinionista di attualità o cronaca rosa. Nel dicembre 2014 partecipò come concorrente al lancio del quiz televisivo di Pupo sul canale Agon Channel. Negli anni novanta partecipò alle trasmissioni La sai l'ultima? e Buona Domenica su Canale 5, e Casa per casa su Rete 4, con Patrizia Rossetti che iniziarono a farlo conoscere al grande pubblico. Nel 1997 scrisse il libro Rompi Solange e trovi Paolo. Nel 2004 prese parte alla prima edizione del reality La fattoria, condotta da Daria Bignardi che ne aumentò la fama televisiva. Pubblicò poi il libro Io, Solange, vi insegno a leggere la mano e.... Nel 2006 incise il singolo Sole, Sole Solange e nel 2007 tornò in TV partecipando al programma televisivo di Italia 1 Distraction; nello stesso anno ottenne una piccola parte, interpretando sé stesso, nel film Matrimonio alle Bahamas. Molto nota fu anche la sua partecipazione nel 2008 al programma Scalo 76, su Rai 2, condotto da Francesco Facchinetti, dove in una puntata dedicata a scienza, cartomanti, oroscopi e fenomeni paranormali discusse animatamente con gli scettici in studio, tra cui un esponente del CICAP.
Nel 2014 sostenne pubblicamente il matrimonio tra persone dello stesso sesso e le unioni civili in Italia, protestando nei confronti dell'allora ministro dell'Interno Angelino Alfano, indossando un abito da sposa in un atelier di San Miniato. 

### Gli ultimi anni e la morte
Domenica 11 novembre 2018 Solange, ospite del programma Domenica in, condotto da Mara Venier, litigò in maniera accesa con il mago Otelma e il fatto fu riportato con uno spazio dedicato dal quotidiano Corriere della Sera. Dal 1996 al 2013, oltre quelli citati prima, fu anche autore di altri libri, pubblicati da vari editori. 
Venne trovato morto giovedì 7 gennaio 2021 nella sua abitazione di Mortaiolo, una frazione di Collesalvetti. Il 2 gennaio si era recato presso l'ospedale Cisanello di Pisa per problemi glicemici, ma aveva rifiutato il ricovero per altri accertamenti, mentre il 3 gennaio aveva fatto la sua ultima apparizione TV nel programma Unomattina in famiglia. In seguito all'autopsia disposta dalla Procura, il 12 gennaio venne svelata la causa della morte, dovuta a un infarto. La salma di Solange è stata tumulata nel cimitero comunale di Collesalvetti.

## Vita privata
L'orientamento sessuale di Solange è stato nel tempo oggetto di speculazioni di vario tipo. Solange si sposò nel 2001 con Veronica, di origine siciliana. Nel 2014 fece coming out affermando di avere una relazione sentimentale con un architetto romano e di volerlo sposare.

## Filmografia
- Ragazzi della notte, regia di Jerry Calà (1995)
- T'amo e t'amerò, regia di Ninì Grassia (1999)[20]
- Solo un'ora d'amore, regia di Antonio Cristiano (2006)[21]
- Matrimonio alle Bahamas, regia di Claudio Risi (2007)

## Programmi televisivi
- Buona Domenica
- La lavagna umana (2003)
- La fattoria (2004)

## Opere letterarie
- Voglio volervi bene, Milano, Greco & Greco, 1996. ISBN 88-7980-102-3.
- Rompi Solange e trovi Paolo, prefazione di Gigi Sabani, Pavia, Il Girasole d'oro, 1997. ISBN 88-7072-801-3.
- Io, Solange, vi insegno a leggere la mano e..., Pavia, Iuculano, 2004. ISBN 88-7072-670-3.
- Mani da VIP, allegato alla rivista Vero, 2006
- Orsacchiotto corallina mamma, Lainate, A.CAR., 2009. ISBN 978-88-6490-002-5.
- Esserci. [Poesie, pensieri, foto e l'oroscopo portafortuna per il 2014], Livorno, Debatte, 2013. ISBN 978-88-6297-165-2.
- I fiori dentro. Raccolta di emozioni, Villanova di Guidonia, Aletti, 2013. ISBN 978-88-591-1217-4.

## Discografia

### Album
- 2006 – Sole sole sole Solange

### Singoli
- 1983 – Angela Angelo/Palline colorate (Moon Records)
- 1984 – Ma che bandiera è questa qua/Il mio treno la mia ferrovia (Disco In, NPS 005558)